# Casa natal de Raul Pompéia
A Casa natal de Raul Pompéia está localizado no município de Angra dos Reis, no interior do estado do Rio de Janeiro. Está tombado por causa de sua importância histórica, pois foi nesta residência que nasceu o escritor brasileiro, Raul Pompeia (1863-1895), conhecido por sua obra O Ateneu.

## Histórico
A casa era a antiga sede da Fazenda Boa Vista em Jacuecanga e foi construída provavelmente no século XVIII. Neste local, nasceu Raul Pompéia no dia 12 de abril de 1863, filho de família abastada, cujo pai, Antônio D'Avila Pompeia, era magistrado e a mãe, Rosa Teixeira Pompeia, era dona de casa, herdeira de ricos comerciantes portugueses. Raul Pompeia tinha duas irmãs, cujos nomes não constam nas biografias do autor. Permaneceram em Angra dos Reis até se mudaram para o Rio de Janeiro em 1867, então capital federal do Brasil.

### Casa Raul Pompeia
Em 2010, foi criado um projeto para transformar a antiga residência na Casa Raul Pompeia, a iniciativa partiu da Fundação Cultural de Angra dos Reis - Cultuar, que se reuniu com o Centro de Estudos Afrânio Coutinho (CEAC), ocasião em que foram doadas várias obras do referido escritor para a composição do acervo do projeto.

## Arquitetura
Edificação rural de grandes dimensões e simplicidade construtiva, está implantada sobre pequena elevação, voltada para o mar e isolada do núcleo urbano. Seu telhado é e um elemento marcante na composição arquitetônica, percebendo-se também a valorização da fachada com alpendre, com a abertura de grandes vãos em arco pleno e arremate em massa, em contraponto com a singeleza das fachadas laterais, onde se percebe o despojamento na distribuição e acabamento de janelas e portas.

## Tombamento
A edificação está tombada pelo Instituto Estadual do Patrimônio Cultural (INEPAC) por meio do Tombamento Definitivo estabelecido no dia 27 de janeiro de 1988. Faz parte de um conjunto de 18 bens tombados na cidade de Angra dos Reis.